# Fundeni (okręg Prahova)
Fundeni – wieś w Rumunii, w okręgu Prahova, w gminie Gura Vitioarei. W 2011 roku liczyła 675 mieszkańców.